# Sebastian Kneipp
Sebastian Kneipp (Stephansried, Alemanya, 17 de maig de 1821 - Wörishofen, 17 de juny de 1897) fou un sacerdot i metge naturista alemany. Va ser un dels precursors de la hidroteràpia i de la medicina natural a l'època del renaixement de la balneoteràpia. La seva doctrina és coneguda com la Cura de Kneipp, més moderna que la desenvolupada per Vincent Priessnitz, que ha pres força actualment dins del marc de l'anomenada "medicina alternativa".

## Biografia
Kneipp va créixer en una família humil de teixidors a Stephansried, prop de Múnic. Als 24 anys, tot estudiant teologia, presentava contínues hemoptasis i va patir una greu tuberculosi i no li van donar esperances de vida. En aquell temps, en una biblioteca de Múnic, Kneippp va poder llegir un text del metge Johann Siegmud Hahn i trobar la seva malaltia. Al mateix temps va comprendre els beneficis que l'aigua freda aportava a la salut segons aquell llibre.
Va seguir consells terapèutics i, juntament amb uns monjos que el van ajudar, es va submergir en l'aigua freda del Danubi. Repetí aquesta operació diverses vegades seguides, diferents dies a la setmana i, al cap de poc, es va guarir i recuperà completament la seva vitalitat contra tot pronòstic mèdic. Arribà a viure 50 anys més del que els especialistes havien predit.
Al cap d'un parell d'anys fou ordenat sacerdot i l'enviaren com a rector a diferents pobles i ciutats fins que va arribar a Wörishofen, com a confessor al Monestir de les Dominiques, on començà a fer servir l'aigua per tractar problemes respiratoris i nerviosos, arrítmia, insomni i fins i tot malalties de l'ànima i l'esperit.

## La Cura de Kneipp
El seu sistema mèdic natural es basava en els pilars següents:
- Hidroteràpia: raigs d'aigua a diferents parts del cos, com als braços, els genolls o les cuixes, segons el tipus de mal. La temperatura (freda, tèbia o calenta) depenia del propòsit curatiu. Recomanava caminades amb els peus descalços sobre l'aigua al matí, com una de les tècniques destinades a enfortir el sistema immunològic, per fer reaccionar el cos mitjançant la regulació de la seva temperatura.
- Teràpia nutricional: recomanava moderar l'alcohol i el sucre, com també una alimentació naturista, composta de fruita i verdura abundants, així com d'escàs consum de carn.
- Exercici físic: segons la seva doctrina, la "vida és moviment", per tant el malalt havia de fer exercicis diaris com gimnàstica o escalar muntanyes.
- Fitoteràpia: recomanava l'ús de diferents plantes i herbes medicinals per als diferents mals.
- Espiritualitat: creia que una ment sana aconseguia un cos ple i relaxat.

Kneipp popularitzà la hidroteràpia, predicà de portar una vida senzilla i va afegir a les pràctiques naturistes l'ús de la terra i les plantes medicinals inofensives, que anteriorment no es tenien en compte com a part de la medicina natural. En l'estada a Wörishofen va aplicar el seu sistema de curació a milers de persones que l'anaven a ajudar, de totes les classes socials, fins i tot personatges de la noblesa europea.

## Kneipp i els Països Catalans
Sebastian Kneipp va curar Jaume Santiveri, que patia un problema pulmonar. Santiveri va agafar la concessió dels productes de Kenipp. Entre 1885 i 1914 fou Santiveri qui comercialitzà els productes de Kneipp a l'Estat espanyol.